# Beatrice Chepkoech
Beatrice Chepkoech, född den 6 juli 1991 i Kericho, är en kenyansk medeldistans- och långdistanslöpare specialiserad på 3 000 meter hinder. Den 20 juli 2018 satte hon världsrekord på distansen med tiden 8.44,32 vid Diamond League-galan i Monaco. 
Chepkoech springer även 1 500, 2 000 och 3 000 meter. På 1 500 meter har hon ett silver från Samväldesspelen 2018 och ett brons från allafrikanska mästerskapen 2015.